# Myrmecoclytus vadoni
Myrmecoclytus vadoni är en skalbaggsart som beskrevs av Stefan von Breuning 1957. Myrmecoclytus vadoni ingår i släktet Myrmecoclytus och familjen långhorningar.
Artens utbredningsområde är Madagaskar. Inga underarter finns listade i Catalogue of Life.